# 1998 XW9
1998 XW9 är en asteroid i huvudbältet som upptäcktes den 11 december 1998 av den australiensiske astronomen Frank B. Zoltowski i Woomera.
Den tillhör asteroidgruppen Koronis.